# Guglielmina di Prussia (margravia di Brandeburgo-Bayreuth)
Guglielmina di Prussia (Potsdam, 3 luglio 1709 – Bayreuth, 14 ottobre 1758) era la prima figlia del re di Prussia Federico Guglielmo I (1688-1740) e della di lui moglie Sofia Dorotea di Hannover (1687-1757). Era perciò sorella di Federico il Grande (1712-1786).

## Biografia
Nata a Potsdam, Guglielmina si distinse sin da piccola come una delle migliori confidenti del fratello Federico (detto poi "il Grande"), rimanendo poi in questo ruolo per gran parte della sua vita.
La loro madre, Sofia Dorotea, era intenzionata a far sposare Guglielmina al suo nipote, Federico, principe del Galles, ma ci si rese presto conto che tra due potenze come la Prussia e l'Inghilterra ci sarebbe stato attrito e le condizioni di dote richieste sarebbero state inaccettabili per Federico Guglielmo I. Dopo questo tentativo infruttuoso di matrimonio, Guglielmina venne destinata nel 1731 a sposare il Margravio Federico di Brandeburgo-Bayreuth, appartenente ad un ramo collaterale degli Hohenzollern.
Il matrimonio, malgrado le premesse che avevano visto la giovane Guglielmina "costretta" a maritarsi con un buon partito anche se non eccezionale, si tramutarono ad ogni modo nelle basi per un matrimonio in un primo momento felice, ma poi annebbiato dalle limitate risorse finanziarie del marito e dalle sue continue fughe amorose con l'amante Dorothea von Marwitz, che egli addirittura portò alla corte di Bayreuth.

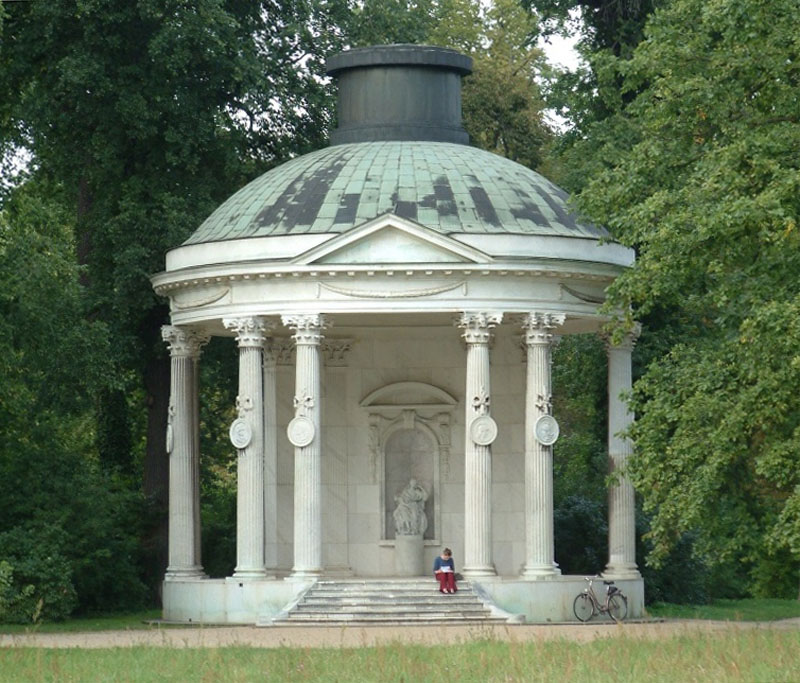
Il Tempio dell'amicizia

Quando il marito di Guglielmina salì al trono paterno nel 1735 era fermamente intenzionato a trasformare la capitale, Bayreuth, in una novella Versailles. Entrambi i coniugi cooperarono a questo progetto, che incluse la ricostruzione della loro residenza estiva, il teatro di corte, la costruzione di un ulteriore teatro, oltre alla ricostruzione del palazzo reale di Bayreuth. Con questo rinnovamento si può oggi parlare del cosiddetto Rococò di Bayreuth, ovvero uno stile simile al Rococò ma specifico dell'area del margraviato. Entrambi, inoltre, fondarono l'Università di Erlangen. Tutti questi progetti ambiziosi e dispendiosi, portarono presto la corte alla bancarotta. La margravia, dal canto suo, fece di Bayreuth uno dei principali centri culturali del Sacro Romano Impero, circondandosi di artisti di gran prestigio come Voltaire, avvalendosi anche della grande fama del fratello Federico il Grande, che la mise in contatto con le menti dell'epoca.
Con lo scoppio della Guerra dei sette anni, gli interessi di Guglielmina si spostarono alla diplomazia. Ella agì infatti come gli occhi e le orecchie del fratello nella Germania del Sud sino alla sua morte, avvenuta a Bayreuth il 14 ottobre 1758, lo stesso giorno in cui il fratello Federico fu sconfitto dalle forze austriache comandate dal conte Leopold Joseph Daun alla Battaglia di Hochkirch. Al decimo anniversario della sua scomparsa, il fratello fece costruire al palazzo di Sanssouci il Tempio dell'amicizia per commemorare per sempre il loro splendido rapporto d'amicizia e collaborazione.

## Le opere
Tra le altre doti, Guglielmina fu anche (come il fratello) una compositrice musicale ed una grande sostenitrice della musica del suo tempo. Studiò liuto presso Sylvius Leopold Weiss e presso Bernhard Joachim Hagen. Scrisse anche un'opera, Argenore, messa in scena per la prima volta il giorno del compleanno di suo marito nel 1740, di lei si conoscono anche numerosi pezzi per orchestra da camera.
Le memorie della margravia, Memoires de ma vie, scritte in francese tra il 1748 e la sua morte, sono ancora oggi conservate alla Biblioteca Reale di Berlino. Esse vennero stampate per la prima volta nel 1810 in due versioni, una francese ed una tedesca. Sovente queste memorie furono oggetto di studi accurati e anche qualche contestazione soprattutto nel XX secolo quando vennero descritte come un clamoroso bluff.

## Discendenza
L'unica figlia di Guglielmina di Prussia, fu Elisabetta Federica Sofia di Brandeburgo-Bayreuth (30 agosto 1732 - 6 aprile 1780). La fanciulla era nota per la sua bellezza e venne descritta da Giacomo Casanova come una delle più belle ragazze di Germania. Ella sposò il Duca Carlo II Eugenio di Württemberg nel 1748.

## Ascendenza
|                                 |                                       |                                            | Genitori                         |  |  | Nonni |  |  | Bisnonni                          |  |  | Trisnonni                        |  |
|                                 |                                       |                                            |                                  |  |  |       |  |  | Federico Guglielmo di Brandeburgo |  |  | Giorgio Guglielmo di Brandeburgo |  |
|                                 |                                       |                                            |                                  |  |  |       |  |  | Federico Guglielmo di Brandeburgo |  |  | Giorgio Guglielmo di Brandeburgo |  |
|                                 |                                       | Elisabetta Carlotta del Palatinato-Simmern |                                  |  |  |       |  |  | Federico Guglielmo di Brandeburgo |  |  |                                  |  |
| Federico I di Prussia           |                                       |                                            |                                  |  |  |       |  |  | Federico Guglielmo di Brandeburgo |  |  |                                  |  |
|                                 |                                       | Luisa Enrichetta d'Orange                  | Federico Enrico d'Orange         |  |  |       |  |  |                                   |  |  |                                  |  |
|                                 |                                       | Luisa Enrichetta d'Orange                  | Federico Enrico d'Orange         |  |  |       |  |  |                                   |  |  |                                  |  |
|                                 |                                       | Luisa Enrichetta d'Orange                  | Amalia di Solms-Braunfels        |  |  |       |  |  |                                   |  |  |                                  |  |
| Federico Guglielmo I di Prussia |                                       | Luisa Enrichetta d'Orange                  |                                  |  |  |       |  |  |                                   |  |  |                                  |  |
|                                 |                                       | Ernesto Augusto di Brunswick-Lüneburg      | Giorgio di Brunswick-Lüneburg    |  |  |       |  |  |                                   |  |  |                                  |  |
|                                 |                                       | Ernesto Augusto di Brunswick-Lüneburg      | Giorgio di Brunswick-Lüneburg    |  |  |       |  |  |                                   |  |  |                                  |  |
|                                 |                                       | Ernesto Augusto di Brunswick-Lüneburg      | Anna Eleonora di Assia-Darmstadt |  |  |       |  |  |                                   |  |  |                                  |  |
| Sofia Carlotta di Hannover      |                                       | Ernesto Augusto di Brunswick-Lüneburg      |                                  |  |  |       |  |  |                                   |  |  |                                  |  |
|                                 |                                       | Sofia del Palatinato                       | Federico V del Palatinato        |  |  |       |  |  |                                   |  |  |                                  |  |
|                                 |                                       | Sofia del Palatinato                       | Federico V del Palatinato        |  |  |       |  |  |                                   |  |  |                                  |  |
|                                 |                                       | Sofia del Palatinato                       | Elisabetta Stuart                |  |  |       |  |  |                                   |  |  |                                  |  |
| Guglielmina di Prussia          |                                       | Sofia del Palatinato                       |                                  |  |  |       |  |  |                                   |  |  |                                  |  |
|                                 | Ernesto Augusto di Brunswick-Lüneburg | Giorgio di Brunswick-Lüneburg              |                                  |  |  |       |  |  |                                   |  |  |                                  |  |
|                                 | Ernesto Augusto di Brunswick-Lüneburg | Giorgio di Brunswick-Lüneburg              |                                  |  |  |       |  |  |                                   |  |  |                                  |  |
|                                 | Ernesto Augusto di Brunswick-Lüneburg | Anna Eleonora di Assia-Darmstadt           |                                  |  |  |       |  |  |                                   |  |  |                                  |  |
| Giorgio I del Regno Unito       | Ernesto Augusto di Brunswick-Lüneburg |                                            |                                  |  |  |       |  |  |                                   |  |  |                                  |  |
|                                 |                                       | Sofia del Palatinato                       | Federico V del Palatinato        |  |  |       |  |  |                                   |  |  |                                  |  |
|                                 |                                       | Sofia del Palatinato                       | Federico V del Palatinato        |  |  |       |  |  |                                   |  |  |                                  |  |
|                                 |                                       | Sofia del Palatinato                       | Elisabetta Stuart                |  |  |       |  |  |                                   |  |  |                                  |  |
| Sofia Dorotea di Hannover       |                                       | Sofia del Palatinato                       |                                  |  |  |       |  |  |                                   |  |  |                                  |  |
|                                 |                                       | Giorgio Guglielmo di Brunswick-Lüneburg    | Giorgio di Brunswick-Lüneburg    |  |  |       |  |  |                                   |  |  |                                  |  |
|                                 |                                       | Giorgio Guglielmo di Brunswick-Lüneburg    | Giorgio di Brunswick-Lüneburg    |  |  |       |  |  |                                   |  |  |                                  |  |
|                                 |                                       | Giorgio Guglielmo di Brunswick-Lüneburg    | Anna Eleonora di Assia-Darmstadt |  |  |       |  |  |                                   |  |  |                                  |  |
| Sofia Dorotea di Celle          |                                       | Giorgio Guglielmo di Brunswick-Lüneburg    |                                  |  |  |       |  |  |                                   |  |  |                                  |  |
|                                 |                                       | Éléonore d'Esmier d'Olbreuse               | Alexandre II d'Esmier d'Olbreuse |  |  |       |  |  |                                   |  |  |                                  |  |
|                                 |                                       | Éléonore d'Esmier d'Olbreuse               | Alexandre II d'Esmier d'Olbreuse |  |  |       |  |  |                                   |  |  |                                  |  |
|                                 |                                       | Éléonore d'Esmier d'Olbreuse               | Jacquette Poussard de Vandré     |  |  |       |  |  |                                   |  |  |                                  |  |
|                                 |                                       | Éléonore d'Esmier d'Olbreuse               |                                  |  |  |       |  |  |                                   |  |  |                                  |  |